# Rolf Rüssmann
Rolf Rüssmann (n. 13 octombrie 1950, Schwelm, Republica Federală Germania, Germania – d. 2 octombrie 2009, Gelsenkirchen, Germania) a fost un jucător de fotbal și manager german. 
Rüssmann a jucat între anii 1969 - 1973 la echipa FC Schalke 04, aici câștigă împreună cu echipa în anul 1972 Cupa Germaniei la fotbal și devin vicecampioni naționali (Bundesliga), unul dintre calitățile lui ca fotbalist, era marcarea golurilor cu capul. Din cauza unui scandal în anul 1972 este tăiat de pe lista cu propunerile pentru echipa națională a Germaniei, scandal care i-a încheiat cariera internațională în fotbal. El fiind condamnat în 1973 în Essen de DFB să plătească o sumă considerabilă de bani și îi este interzis să joace în meciuri internaționale. Deoarece i s-a permis să joace în ligile străine va juca în Belgia la echipa FC Brügge. 
În 1974 i-se ridică suspendarea, astfel Rolf Rüssmann va juca din nou la Schalke până în anul 1980, Schalke devine din nou veicecampioana a Germaniei în anul 1977. La 1 decembrie se va transfera la Borussia Dortmund unde va juca până în anul 1985. Palmaresul lui Rüssmann constă din 48 de goluri marcate în 453 de jocuri, majoritatea din aceste goluri au fost marcate în campionatul german. În echipa națională a Germaniei a jucat între anii 1977 - 1978, participând la 20 de meciuri din care mai importante sunt meciul cu Argentina în anul 1978 și cu echipa URSS-ului la 8 martie 1978, unde a marcat singurul gol al său din meciuri internaționale. 
La data de 25 februarie 1987, devine menager la echipa FC Schalke 04, fiind succesorul lui Rudi Assauer. În urma unei neînțelegeri cu Günter Siebert își demisia că menager la data de 1 aprilie 1990 și va deveni cu ajutorul lui Helmut Grashoff menager la Borussia Mönchengladbach de unde va pleca în anul 1992. La 1 februarie 2001 devine menager la VfB Stuttgart, post pe care-l va ceda la data de 19 decembrie 2002 lui Felix Magath. 
În luna octombrie 2009 moare cu câteva zile înainte de ziua lui de naștere, fiind bolnav de cancer.